# IF Gnistan
IF Gnistan es un club de fútbol finlandés de la ciudad de Helsinki, fundado en 1924. Actualmente juega en la Veikkausliiga, la primera división del país. Juega sus partidos en el Mustapekka Areena que tiene una capacidad de 1100 espectadores.
Si bien el club en un origen era de suecos, hoy por hoy la mayoría de seguidores son también fineses. Fue fundado en 1924 como un club multidisciplinar (ski y atletismo, gimnasia, natación y pesäpallo), siendo el fútbol incluido en 1935. 
En la década de los 50 el club decide disolver todas las disciplinas existentes menos el fútbol, convirtiéndose en un gran equipo en las divisiones inferiores del fútbol del país.